# Borsodgeszt
Borsodgeszt è un comune dell'Ungheria di 292 abitanti (dati 2001) . È situato nella contea di Borsod-Abaúj-Zemplén.